# Cuore Immacolato di Maria

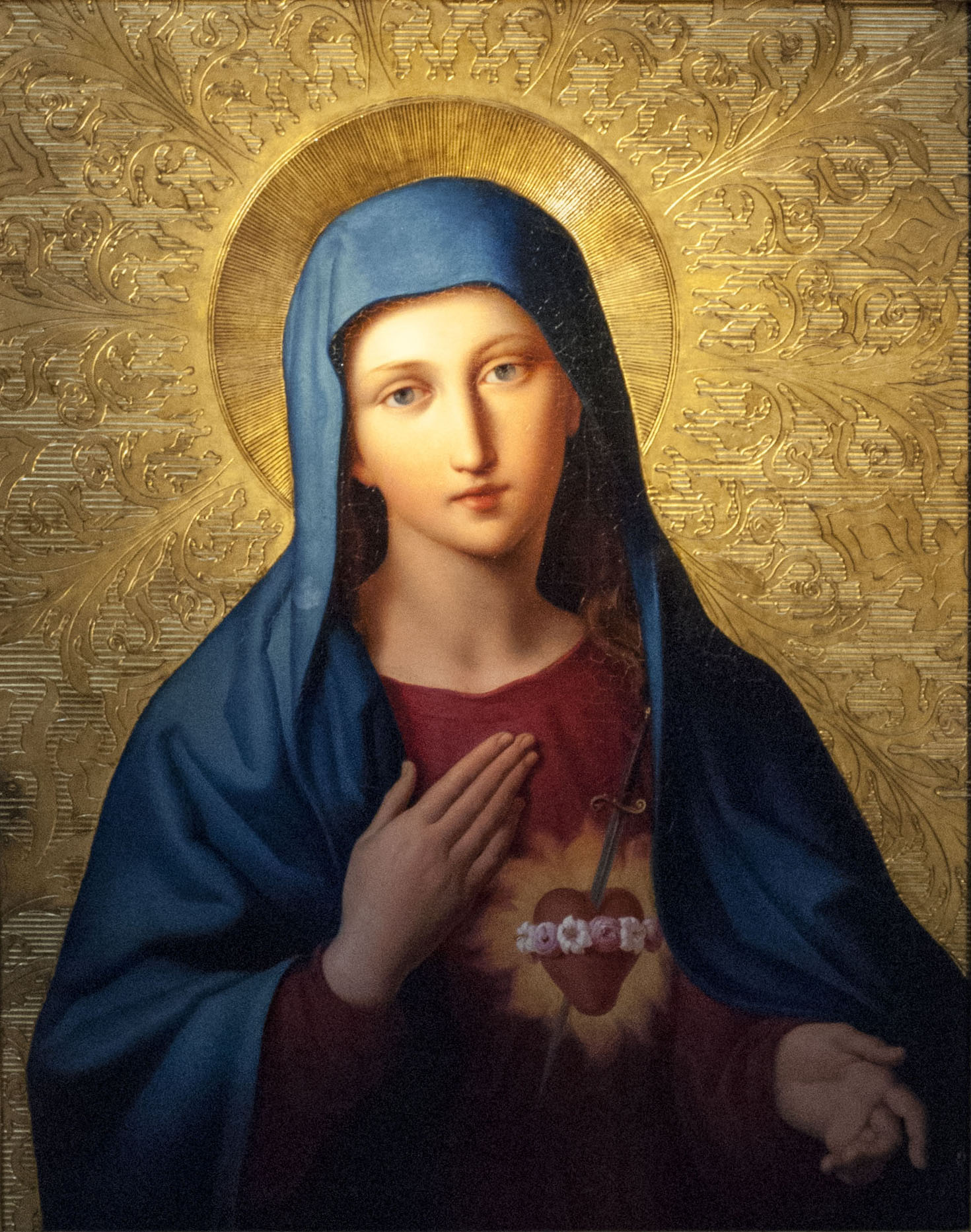
Immagine votiva del Cuore Immacolato di Maria

Il Cuore Immacolato di Maria è una devozione cattolica, la cui memoria liturgica fu estesa a tutta la Chiesa da papa Pio XII nel 1944, in ricordo della consacrazione del mondo al Cuore Immacolato di Maria da lui compiuta il 31 ottobre 1942, in seguito alla richiesta di Alexandrina Maria da Costa (beatificata il 25 aprile 2004), che si aggiungeva a quella fatta da Suor Lucia di Fátima. La memoria, obbligatoria dal 2000, cade il giorno dopo la solennità del Sacro Cuore di Gesù, si tratta quindi di una celebrazione mobile. Secondo l'Anno liturgico nel Messale Romano precedente il 1970 la festività di II classe si celebra il 22 agosto.
Il Cuore Immacolato di Maria è rappresentato circondato da una corona di fiori, simbolo di purezza, e trapassato da una spada, in riferimento all'indicibile dolore che Maria provò per la morte del Figlio. Questo quanto le fu profetizzato da Simeone alla Presentazione al Tempio:

## Origine della devozione

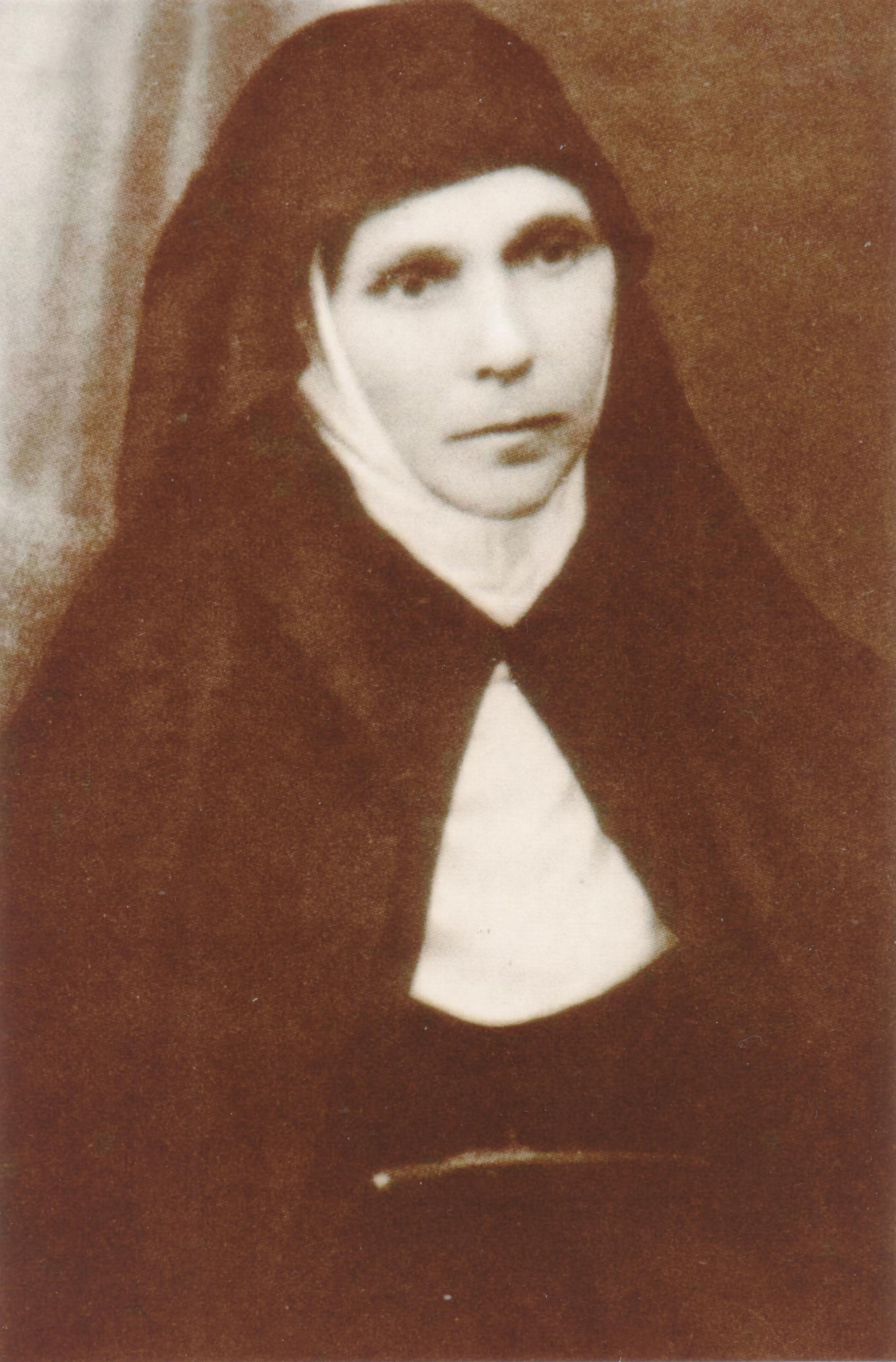
Madre Virginia Brites della Passione

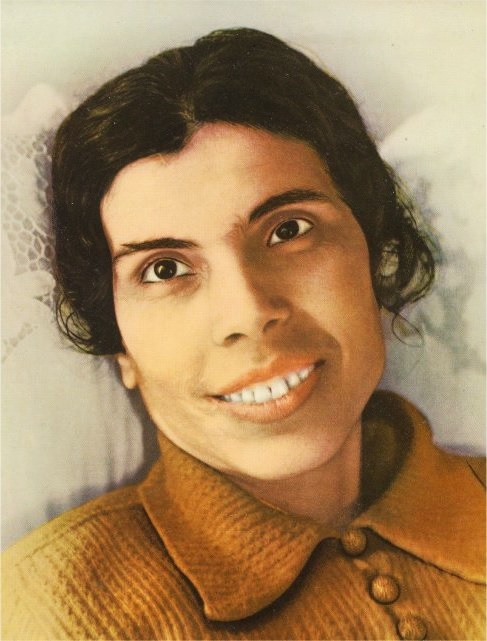
La beata Alessandrina di Balazar

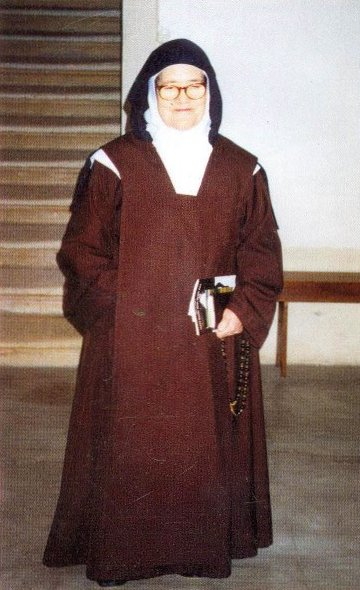
Suor Lucia di Fátima

L'origine di tale pia devozione può trovarsi nelle parole dell'evangelista Luca, dove il Cuore di Maria appare come uno scrigno che racchiude i più santi ricordi. La prima traccia di culto pubblico si trova a Napoli nel 1640 nella confraternita del Cuore di Maria, fondata da San Giovanni Eudes, che diffuse anche la devozione al sacro Cuore di Gesù.

## La devozione dei primi cinque sabati del mese
Secondo quanto narrato da Lúcia dos Santos, la Madonna, nell'apparizione del 13 giugno 1917, le aveva detto: 

Lucia riferì anche che il 10 dicembre 1925, in un'altra apparizione insieme a Gesù Bambino, la Vergine le aveva portato un nuovo messaggio: 
 Si tratta della cosiddetta "Grande promessa del Cuore Immacolato di Maria", da cui ha avuto origine la devozione dei "Primi cinque sabati del mese".

## La festività
La festività, istituita nel 1805, fu poi estesa a tutta la Chiesa cattolica nel 1944, per ricordare la consacrazione dell'umanità al Cuore Immacolato di Maria eseguita da papa Pio XII nel 1942, durante la seconda guerra mondiale; inizialmente fu fissata all'ottava dell'Assunzione di Maria, il 22 agosto (data ancora rispettata nella messa tridentina). Con la riforma liturgica successiva al Concilio Vaticano II, fu spostata al sabato della seconda settimana dopo Pentecoste, subito dopo la solennità del Sacro Cuore di Gesù, con il grado di memoria facoltativa; nel 1996 è stata resa memoria obbligatoria. La prima chiesa dedicatagli fu la Chiesa della Madonna del Cuore di Rieti nel 1808.

## Congregazioni
Numerose sono le congregazioni cattoliche nate in relazione a tale culto. Di seguito se ne elencano alcune:
- l'Associazione Cuore Immacolato di Maria, Madre della Misericordia (Tuus totus), fondata nel 1963 a Rouen da Jehan Dahyot-Dolivet;
- la Congregazione del Cuore Immacolato di Maria (missionari di Scheut), fondata nel 1862 in Belgio, da Teophiel Verbist;
- le Figlie del Cuore di Maria, di Baugé, fondate nel 1772 da René Brault;
- le figlie del Cuore Immacolato di Maria, o della Divina Provvidenza, fondate nel 1822 a Créhen;
- le Figlie del Sacro e Immacolato Cuore di Maria, o Filiazione cordimariama, istituto secolare femminile della famiglia claretiana;
- i missionari figli del Cuore Immacolato di Maria (claretiani), fondati a Vic da Antonio María Claret y Clará nel 1849;
- le missionarie del Cuore di Maria, fondate a Gerona da Joaquin Masmitjà y de Puig;
- le missionarie del Cuore Immacolato di Maria, fondate nel 1921 in Messico da Julián Collell e Carmen Serrano;
- le missionarie figlie del Cuore di Maria, fondate da María Güell y Puig a Cervera;
- le missionarie ancelle del Cuore Immacolato di Maria, fondate dalla venerabile Speranza González y Puig a Lleida;21 maggio 1862
- le piccole suore del Cuore Immacolato di Maria, fondate nel 1888 dal beato Onorato da Biała;
- le religiose agostiniane del Sacro Cuore di Maria, fondate a Parigi nel 1827 da Victoire Letellier;
- le religiose del Sacro Cuore di Maria Vergine Immacolata, fondate a Béziers nel 1849 da Jean Gailhac;
- la Società delle figlie del Cuore di Maria, fondate da padre Picot de la Clorivière nel 1790 per sostituire in parte, senza portare abito religioso, le congregazioni soppresse dalla Rivoluzione;
- le suore del Cuore Immacolato di Maria, di Blon, fondate nel 1842 da Léontine Le Bègue de Germiny;
- le suore del Cuore Immacolato di Maria, congregazione giapponese dedita all'insegnamento;
- le Figlie del Cuore Immacolato di Maria, fondate nel 1916 in Brasile da Jules Marie De Lombaerde;
- le suore del Cuore Immacolato di Maria, sorte nel 1924 dalla separazione della provincia statunitense delle Missionarie del Cuore di Maria;
- le suore del Cuore Immacolato di Maria, fondate in Brasile nel 1849 dalla beata Barbara Maix;
- le suore del Cuore Immacolato di Maria, Madre di Cristo, fondate in Nigeria nel 1937 da Charles Heerey;
- le suore ancelle del Cuore Immacolato di Maria di Monroe, di Immaculata e di Scranton, fondate nel 1845 nel Michigan dal redentorista Louis-Florent Gillet;
- le suore ancelle del Cuore Immacolato di Maria di Québec, fondate in Canada da Marie-Josephe Fitzbach nel 1850;
- le suore ancelle del Sacro Cuore di Maria, fondate in Francia da François-Jean-Baptiste Delaplace e Jeanne-Marie Moisan, con casa generalizia a Montréal;
- le suore figlie del Cuore Purissimo di Maria, fondate presso Vilnius nel 1884 da padre Onorato da Biała con lo scopo di sostituire le abolite congregazioni religiose nell'insegnamento della religione cattolica, senza abito ecclesiastico e senza voti;
- le suore francescane del Cuore di Maria, fondate in Brasile nel 1900;
- le suore francescane del Cuore Immacolato di Maria, di Pondicherry, fondate nel 1844;
- le suore francescane dell'Immacolato Cuore di Maria, di Quilon, separatesi dall'istituto di Pondicherry nel 1946;
- le suore missionarie del Cuore Immacolato di Maria, fondate in India nel 1897 da Marie Louise de Meester;
- le suore orsoline del Sacro Cuore di Maria di Breganze, fondate nel 1907 da Giovanna Meneghini.
- la Famiglia del Cuore Immacolato di Maria, fondata nel 13 maggio 1991 ed è stata eretta come Istituto di diritto diocesano il 19 giugno 1993 dall'allora abate e vescovo di Subiaco Monsignore Stanislao Andreotti.

## Consacrazioni del Mondo al Cuore Immacolato di Maria
Il mondo intero è stato più volte consacrato al Cuore Immacolato di Maria da diversi pontefici:
- Pio XII, 31 ottobre 1942
- Paolo VI, 21 novembre 1964
- Giovanni Paolo II, 13 maggio 1982
- Giovanni Paolo II insieme a tutti i vescovi del mondo, 25 marzo 1984
- Francesco, 13 ottobre 2013

## Nazioni consacrate al Cuore Immacolato di Maria
1 Ecuador
2 Portogallo
3 Francia
4 Paesi Bassi
5 Belgio
6 Polonia
7 Giappone
8 Austria
9 Canada
10 Brasile
11 Argentina
12 Australia
13 Inghilterra
14 Galles
15 Bolivia
16 Indonesia
17 Germania
18 Germania
19 Spagna
20 Italia
21 Stati Uniti
22 Svizzera
23 Angola
24 Samoa
25 Filippine
26 Libano
27 Irlanda
28 Congo
29 Panama
30 Russia
31 Scozia
32 Afghanistan
33 Nigeria
34 Nicaragua
35 Repubblica Dominicana
36 Ucraina
37 Kazakistan
38 Kirghizistan
39 Tagikistan
40 Turkmenistan
41 Uzbekistan
42 Lituania
43 Ungheria
44 Costa Rica
45 Albania
46 Colombia
47 Cuba
48 Slovacchia
49 Guatemala
50 India
51 Messico
52 Moldavia
53 Paraguay
54 Perù
55 Tanzania
56 Kenya
57 Zimbabwe
58 Timor Est
59 Romania
60 Porto Rico
61 Cile
62 Honduras
63 Venezuela
64 Perù
65 Siria
66 Burkina Faso
67 Uruguay
68 Repubblica Ceca
69 Camerun
70 Mongolia
71 Terra Santa e Medio Oriente
Diverse nazioni sono state consacrate dai rispettivi vescovi al Cuore Immacolato di Maria, in particolare:
- Porto Rico (14 agosto 1863 - Mons. Pablo Benigno Carrión)
- Ecuador (1892)
- Portogallo (1644, 1646, 13 maggio 1931, 13 maggio 1938, 25 marzo 2020 - card. António Augusto dos Santos Marto)[6]
- Francia (22 novembre 1940, 28 marzo 1943, 15 agosto 2019 - Mons. Michel Aupetit)
- Paesi Bassi e Belgio (15 agosto 1943)
- Polonia (8 settembre 1946, 4 giugno 1979, 6 giugno 2017 - mons. Stanisław Gądecki, 25 marzo 2020 - card. António Augusto dos Santos Marto)[6]
- Cile (1946, 8 dicembre 2019)
- Giappone (1947)
- Austria (18 maggio 1947)
- Canada (22 giugno 1947, 1954, 01 luglio 2017)
- Brasile (1948)
- Argentina (1948)
- Australia (1948)
- Inghilterra e Galles (1948 - card. Bernard William Griffin, 18 febbraio 2017, card. Vincent Nichols)
- Bolivia (12 ottobre 1948, 15 aprile 2018, 25 marzo 2020 - card. António Augusto dos Santos Marto)[6]
- Indonesia (1951)
- Germania (4 settembre 1954)
- Spagna (12 ottobre 1954, 25 maggio 2005, 25 marzo 2020 - card. António Augusto dos Santos Marto)[6]
- Honduras (16 agosto 1959)
- Italia (13 settembre 1959)
- Stati Uniti d'America (1792, 1846, 19 novembre 1959 – Card. Patrick O’Boyle, 11 novembre 2006, 1 maggio 2020 - Card. José Horacio Gómez)
- Svizzera (8 dicembre 1960)
- Nigeria (14 febbraio 1982 - San Giovanni Paolo II[7], 13 ottobre 2017)
- Angola (13 ottobre 1985)
- Uruguay (8 maggio 1988 - San Giovanni Paolo II[8], 10 novembre 2019)
- Repubblica Ceca (5 luglio 1993)[9][10]
- Ungheria (19 ottobre 2006 - card. Peter Erdo, 25 marzo 2020 - card. António Augusto dos Santos Marto)[6]
- Samoa (7 dicembre 2007, 3 dicembre 2017 - mons. Alapati Lui Mataeliga)
- Repubblica Dominicana (25 settembre 2008 - card. Nicolás de Jesús López Rodríguez, 25 marzo 2020 - card. António Augusto dos Santos Marto)[6]
- Colombia (12 ottobre 2008 - mons. Pedro Rubiano Saénz, 25 marzo 2020 - card. António Augusto dos Santos Marto)[6]
- Venezuela (4 maggio 2011, 21 giugno 2013)
- Filippine (8 giugno 2013, 4 maggio 2018, 13 maggio 2020 - Mons. Broderick Pabillo)
- Libano e Paesi del Medio Oriente (16 giugno 2013, 25 giugno 2017, 6 giugno 2021 - card. Béchara Boutros Raï - Santuario di Nostra Signora del Libano in Harissa)
- Irlanda (15 agosto 2013 - card. Seán Baptist Brady, 25 marzo 2020 - mons. Eamon Martin)[11]
- Belgio (8 dicembre 2015 – Mons. André-Joseph Léonard - Chiesa di Santa Caterina in Bruxelles)
- Perú (21 ottobre 2016)
- Ucraina (23 ottobre 2016 - mons. Svjatoslav Ševčuk)
- Congo (4 febbraio 2017 - card. Pietro Parolin)
- Panama (9 marzo 2017 - mons. José Domingo Ulloa Mendieta, 25 marzo 2020 - card. António Augusto dos Santos Marto)[6]
- Siria (13 maggio 2017 - Mons. George Abou Khazen - Chiesa di San Francesco in Aleppo)
- Russia e Paesi dell'Asia Centrale (13 maggio 2017 - card. Paul Josef Cordes)
- Scozia (3 settembre 2017 – Mons. Philip Tartaglia – Santuario di Carfin in Glasgow)
- Afghanistan (13 ottobre 2017 - p. Giovanni Scalese)
- Lituania (11 febbraio 2018 - Mons. Gintaras Grušas)
- Nicaragua (28 aprile 2018 - card. Leopoldo Brenes, mons. Silvio José Báez Ortega, 25 marzo 2020 - card. António Augusto dos Santos Marto)[6]
- Burkina Faso (2 febbraio 2020 – Mons. Laurent Birfuoré Dabiré)[12]
- Albania (25 marzo 2020 - card. António Augusto dos Santos Marto)[6]
- Costa Rica (25 marzo 2020 - card. António Augusto dos Santos Marto)[6]
- Cuba (25 marzo 2020 - card. António Augusto dos Santos Marto)[6]
- Slovacchia (25 marzo 2020 - card. António Augusto dos Santos Marto)[6]
- Guatemala (25 marzo 2020 - card. António Augusto dos Santos Marto)[6]
- India (25 marzo 2020 - card. António Augusto dos Santos Marto)[6]
- Messico (25 marzo 2020 - card. António Augusto dos Santos Marto)[6]
- Moldavia (25 marzo 2020 - card. António Augusto dos Santos Marto)[6]
- Paraguay (25 marzo 2020 - card. António Augusto dos Santos Marto)[6]
- Perù (25 marzo 2020 - card. António Augusto dos Santos Marto)[6]
- Tanzania (25 marzo 2020 - card. António Augusto dos Santos Marto)[6]
- Kenya (25 marzo 2020 - card. António Augusto dos Santos Marto)[6]
- Zimbabwe (25 marzo 2020 - card. António Augusto dos Santos Marto)[6]
- Timor Est (25 marzo 2020 - card. António Augusto dos Santos Marto)[6]
- Romania (25 marzo 2020 - card. António Augusto dos Santos Marto)[6]
- Camerun (24 aprile 2022 - Mons. Abraham Boualo Kome - Santuario di Marienberg)
- Mongolia (8 dicembre 2022 - Card. Giorgio Marengo)

Nel corso del recente conflitto tra Russia e Ucraina, il 25 marzo 2022 papa Francesco ha consacrato la Russia e l'Ucraina al Cuore Immacolato di Maria in unione con i vescovi di tutto il mondo per implorare la fine della guerra.
Nel corso del conflitto tra Israele e Hamas, il 29 ottobre 2023 il cardinale Pierbattista Pizzaballa ha consacrato la Terra Santa e il Medio Oriente al Cuore Immacolato di Maria implorando il dono della pace

## Regioni consacrate al Cuore Immacolato di Maria
- Bretagna, Francia (26 luglio 1954 - Card. Clément-Emile Roques)
- Corsica, Francia (8 settembre 2014 – Mons. Olivier de Germay)
- Emilia-Romagna (14 settembre 2019)

## Città consacrate al Cuore Immacolato di Maria
- Lisbona, Portogallo (19 luglio 1985)
- Bruxelles, Belgio (8 dicembre 2015 – Mons. André-Joseph Léonard - Chiesa di Santa Caterina in Bruxelles)
- Aleppo, Siria (13 maggio 2017 - Mons. George Abou Khazen - Chiesa di San Francesco in Aleppo)
- Detroit, Stati Uniti (13 maggio 2017)
- Parigi, Francia (15 agosto 2020 - Mons. Michel Aupetit)

### Italia
- Carmagnola, Piemonte (1522, 1630, 1714, 1734, 1835, 1944, 30 giugno 2000, 25 marzo 2020, 8 dicembre 2022)[15]
- Pescara, Abruzzo (8 dicembre 2012)
- Genazzano, Lazio (8 settembre 2014)
- Cervaro, Lazio (24 ottobre 2015)
- Leonforte, Sicilia (16 agosto 2016)
- Meda, Lombardia (21 gennaio 2017)
- Campi Salentina, Puglia (12 marzo 2017)
- Scalea, Calabria (25 settembre 2017)
- Carini, Sicilia (13 ottobre 2017)
- Palagonia, Sicilia (21 ottobre 2017)
- Ischia, Campania (18 ottobre 2018 - Mons. Pietro Lagnese)
- Ascoli Piceno, Marche (14 ottobre 2018)
- Potenza, Basilicata (30 ottobre 2018)
- Tolentino, Marche (1º giugno 2019 - Mons. Nazzareno Marconi)
- Ovada, Liguria (25 marzo 2020)
- Bastia Umbra, Umbria (29 marzo 2020)
- Assisi, Umbria (29 marzo 2020 – Mons. Domenico Sorrentino)
- Trieste, Friuli-Venezia Giulia (2 aprile 2020 - Mons. Giampaolo Crepaldi – Santuario di Monte Grisa in Trieste)

## Diocesi consacrate al Cuore Immacolato di Maria

### Santa Sede
- Ordinariato personale della Cattedra di San Pietro (15 ottobre 2017 - Mons. Steven Joseph Lopes)
- Sovrano militare ordine di Malta (12 aprile 2020 - Mons. Jean Laffitte - Fra’ Giacomo Dalla Torre)[16]

### Europa

#### Austria
- Diocesi di Linz (8 dicembre 2015, mons. Ludwig Schwarz)

#### Belgio
- Arcidiocesi di Malines-Bruxelles (8 dicembre 2015 – Mons. André-Joseph Léonard - Chiesa di Santa Caterina in Bruxelles)

#### Finlandia
- Diocesi di Helsinki (8 dicembre 2005, mons. Józef Wróbel)

#### Francia
- Diocesi di Amiens (1914 – Mons. Jean-Marie-Léon Dizien, 8 dicembre 2019 – Mons. Olivier Leborgne)[17]
- Diocesi di Beauvais, Noyon e Senlis (1914 – Mons. Marie-Jean-Célestin Douais, 1916 – Mons. Eugène-Stanislas Le Senne, 25 marzo 2020 – Mons. Jacques Benoit-Gonnin)
- Diocesi di Fréjus-Tolone (18 maggio 2008, mons. Dominique Rey)
- Diocesi di Bayonne (8 giugno 2014, mons. Marc Aillet)
- Diocesi di Angoulême (7 maggio 2017, mons. Hervé Gosselin)
- Arcidiocesi di Bordeaux (13 maggio 2017, card. Jean-Pierre Ricard)
- Arcidiocesi di Avignone (8 dicembre 2017, mons. Jean-Pierre Cattenoz)
- Arcidiocesi di Aix-en-Provence-Arles (8 dicembre 2017, mons. Christophe Dufour)
- Diocesi di Vannes (8 dicembre 2017, mons. Raymond Centène)
- Diocesi di Perpignano-Elne (8 dicembre 2017, mons. Norbert Turini)
- Diocesi di Tulle (30 settembre 2018, mons. Francis Bestion)
- Diocesi di Nevers (8 settembre 2018, mons. Thierry Brac de la Perrière)
- Diocesi di Séez (13 maggio 2018, Mons. Jacques Habert)
- Diocesi di Luçon (25 marzo 2020 – Mons. François Jacolin)

#### Germania
- Arcidiocesi di Friburgo in Brisgovia (15 agosto 2017 - Mons. Stephan Burger)
- Diocesi di Passau (25 marzo 2020 – Mons. Stefan Oster)

#### Inghilterra
- Diocesi di Shrewsbury (13 ottobre 2013, mons. Mark Davies)

#### Italia
- Diocesi di Terni-Narni-Amelia, Umbria (30 maggio 1943 – mons. Felice Bonomini, 30 maggio 1982 – Mons. Santo Quadri, 19 marzo 2020 – mons. Giuseppe Piemontese – Cattedrale di Santa Maria Assunta in Terni)
- Diocesi di Chioggia, Veneto (10 ottobre 1954, mons. Giovanni Battista Piasentini)
- Diocesi di Reggio Emilia-Guastalla, Emilia-Romagna (13 maggio 2017, mons. Massimo Camisasca)
- Diocesi di Pavia, Lombardia (13 maggio 2017, mons. Corrado Sanguineti)
- Diocesi di Carpi, Emilia-Romagna (16 settembre 2017, mons. Francesco Cavina)
- Diocesi di Ischia, Campania (13 ottobre 2017, mons. Pietro Lagnese)
- Diocesi di Cesena-Sarsina, Emilia-Romagna (8 dicembre 2017, mons. Douglas Regattieri)
- Diocesi di Ariano Irpino-Lacedonia, Campania (8 dicembre 2017, mons. Sergio Melillo)
- Diocesi di San Miniato, Toscana (12 maggio 2017, mons. Andrea Migliavacca)
- Diocesi di Ventimiglia-Sanremo, Liguria (13 maggio 2017 – mons. Antonio Suetta - Santuario della Madonna della Costa in Sanremo)
- Diocesi di Bolzano-Bressanone, Trentino-Alto Adige (8 dicembre 2017 - mons. Ivo Muser - Duomo di Bressanone)[18]
- Diocesi di Ischia, Campania (13 ottobre 2018 - mons. Pietro Lagnese)
- Arcidiocesi di Siracusa, Sicilia (1º settembre 2018, mons. Salvatore Pappalardo)
- Arcidiocesi di Vercelli, Piemonte (13 ottobre 2018, mons. Marco Arnolfo)
- Arcidiocesi di Potenza, Basilicata (30 ottobre 2018, mons. Salvatore Ligorio)
- Diocesi di Acireale, Sicilia (25 marzo 2020 – mons. Antonino Raspanti – Cattedrale di Maria Santissima Annunziata in Acireale)
- Diocesi di Assisi-Nocera Umbra-Gualdo Tadino, Umbria (29 marzo 2020 - mons. Domenico Sorrentino)
- Arcidiocesi di Perugia-Città della Pieve, Umbria (29 marzo 2020 - card. Gualtiero Bassetti)
- Diocesi di Trieste, Friuli-Venezia Giulia (2 aprile 2020 - mons. Giampaolo Crepaldi – Santuario di Monte Grisa in Trieste)
- Diocesi di Concordia-Pordenone, Friuli-Venezia Giulia (5 aprile 2020 – mons. Giuseppe Pellegrini)
- Arcidiocesi di Catanzaro-Squillace, Calabria (8 dicembre 2022 - Mons. Claudio Maniago)[19]

#### Paesi Bassi
- Tutte le diocesi olandesi (13 maggio 2017, card. Willem Jacobus Eĳk insieme a tutti i vescovi dei Paesi Bassi)

#### Polonia
- Tutte le 42 diocesi polacche (9 settembre 2017, mons. Stanisław Gądecki insieme a tutti i vescovi della Polonia)

#### Portogallo
- Tutte le 21 diocesi portoghesi (13 maggio 2016, card. Manuel José Macário do Nascimento Clemente insieme a tutti i vescovi del Portogallo)

#### Scozia
- Arcidiocesi di Saint Andrews ed Edimburgo (20 ottobre 2017, mons. Leo Cushley)
- Diocesi di Motherwell (20 maggio 2017 – Mons. Joseph Anthony Toal)

#### Spagna
- Diocesi di Alcalá de Henares (12 giugno 2010, mons. Juan Antonio Reig Plá)
- Diocesi di Cuenca (8 dicembre 2015, mons. José María Yanguas Sanz)
- Arcidiocesi di Valladolid (10 giugno 2017, mons. Luis Javier Argüello García)
- Diocesi di San Sebastián (14 maggio 2017, mons. José Ignacio Munilla)
- Arcidiocesi di Valencia (28 giugno 2018, card. Antonio Cañizares Llovera)
- Diocesi di Getafe (7 Diciembre 2018, mons. Ginés Ramón García Beltrán)

### America del Nord

#### Canada
- Arcidiocesi di Montréal (23 novembre 2013, mons. Christian Lépine)
- Arcidiocesi di Ottawa-Cornwall (1º luglio 2017, mons. Terrence Thomas Prendergast)
- Diocesi di Victoria (1º luglio 2017, mons. Gary Michael Gordon)
- Arcidiocesi di Saint John's (1º luglio 2017, mons. Martin William Currie)
- Arcidiocesi di Edmonton (1º luglio 2017, mons. Richard William Smith)
- Diocesi di Calgary (1º luglio 2017, mons. William Terrence McGrattan)
- Arcidiocesi di Toronto (1º luglio 2017, card. Thomas Christopher Collins)
- Arcidiocesi di Vancouver (2 luglio 2017, mons. John Michael Miller)
- Arcidiocesi di Québec (2 luglio 2017, card. Gérald Cyprien Lacroix)
- Diocesi di Trois-Rivières (15 agosto 2017, mons. Joseph Luc André Bouchard)
- Diocesi di Nicolet (8 dicembre 2017, mons. André Gazaille)

#### Messico
- Diocesi di Ciudad Obregón (13 ottobre 2013 – Mons. Felipe Padilla Cardona)
- Arcidiocesi di Monterrey (23 novembre 2013, mons. Rogelio Cabrera López)
- Arcidiocesi di Città del Messico (12 dicembre 2014, card. Juan Sandoval Íñiguez)

#### Stati Uniti
- Diocesi di Green Bay, Wisconsin (10 settembre 2009, mons. David Laurin Ricken)
- Diocesi di Springfield-Cape Girardeau, Missouri (25 marzo 2010, mons. James Vann Johnston)
- Diocesi di Winona-Rochester, Minnesota (8 settembre 2011, mons. John Michael Quinn)
- Arcidiocesi di Oklahoma City, Oklahoma (13 ottobre 2013, mons. Paul Stagg Coakley)
- Arcidiocesi di Portland, Oregon (28 giugno 2014, mons. Alexander King Sample)
- Diocesi di Fort Wayne-South Bend, Indiana (15 agosto 2014, mons. Kevin C. Rhoades)
- Diocesi di Albany, New York (4 aprile 2016, Mons. Edward Bernard Scharfenberger)
- Arcidiocesi di Milwaukee, Wisconsin (7 ottobre 2016, mons. Jerome Edward Listecki)
- Diocesi di Madison, Wisconsin (7 ottobre 2016, mons. Robert Charles Morlino)
- Diocesi di La Crosse, Wisconsin (7 ottobre 2016, mons. William Patrick Callahan)
- Diocesi di Superior, Wisconsin (7 ottobre 2016, mons. James Patrick Powers)
- Diocesi di Birmingham, Alabama (14 gennaio 2017, mons. Robert Joseph Baker)
- Diocesi di Tyler, Texas (13 maggio 2017, mons. Joseph Edward Strickland)
- Diocesi di Kansas City-Saint Joseph, Missouri (13 maggio 2017, mons. James Vann Johnston)
- Diocesi di Providence, Rhode Island (13 maggio 2016, mons. Thomas Joseph Tobin)
- Arcidiocesi di Detroit, Michigan (13 maggio 2017, mons. Allen Henry Vigneron)
- Diocesi di Paterson, New Jersey (13 maggio 2017, mons. Arthur Joseph Serratelli)
- Diocesi di Fargo, Dakota del Nord (13-14 maggio 2017, mons. John Thomas Folda)
- Diocesi di Worcester, Massachusetts (3 giugno 2017, mons. Robert Joseph McManus)
- Diocesi di San Angelo, Texas (27 settembre 2017, mons. Micheal James Sis)
- Arcidiocesi di San Francisco, California (7 ottobre 2017, mons. Salvatore Joseph Cordileone)
- Diocesi di Jackson, Mississippi (8 ottobre 2017, mons. Joseph Richard Kopacz)
- Arcidiocesi di Louisville, Kentucky (8 ottobre 2017, mons. Joseph Edward Kurtz)
- Diocesi di Phoenix, Arizona (13 ottobre 2017, mons. Thomas James Olmsted)
- Arcidiocesi di Denver, Colorado (13 ottobre 2017, mons. Samuel Joseph Aquila)
- Arcidiocesi di Saint Paul e Minneapolis, Minnesota (13 ottobre 2017, mons. Bernard Anthony Hebda)
- Arcidiocesi di Filadelfia, Pennsylvania (15 ottobre 2017, mons. Charles Joseph Chaput)
- Diocesi di Colorado Springs, Colorado (15 ottobre 2017, mons. Michael John Sheridan - 22 marzo 2022, mons. James Robert Golka)
- Diocesi di Santa Rosa, California (8-12 dicembre 2017, mons. Robert Francis Vasa)
- Diocesi di Austin, Texas (10 dicembre 2017, mons. Joe Steve Vásquez)
- Diocesi di Venice, Florida (24 dicembre 2017, mons. Frank J. Dewane)
- Diocesi di Saint Petersburg, Florida (6 maggio 2018, mons. Gregory Lawrence Parkes)
- Diocesi di Kalamazoo, Michigan (8 dicembre 2018, mons. Paul J. Bradley)
- Diocesi di Wilmington, Delaware (19 agosto 2019, mons. William Francis Malooly)
- Diocesi di Buffalo, New York (2 febbraio 2020, Apostolic Administrator Most Rev. Edward Bernard Scharfenberger)
- Diocesi di Salt Lake City, Utah (27 marzo 2020 – Mons. Oscar Azarcon Solis)
- Diocesi di Evansville, Indiana (12 settembre 2020 - Mons. Joseph Siegel)[20]
- Arcidiocesi di New Orleans, Louisiana (27 marzo 2022 - Mons. Gregory Michael Aymond)

### America del Sud

#### Argentina
- Arcidiocesi di Rosario (1 agosto 2019 - Mons. Eduardo Eliseo Martín)

#### Brasile
- Diocesi di São Luiz de Cáceres (22 maggio 2016, mons. Antônio Emídio Vilar)

#### Colombia
- Arcidiocesi di Barranquilla (9 giugno 2018, mons. Pablo Emiro Salas Anteliz)

#### Perù
- Arcidiocesi di Trujillo (13 ottobre 2013 – Mons. Miguel Cabrejos Vidarte)

#### Uruguay
- Arcidiocesi di Montevideo (8 ottobre 2017, card. Daniel Fernando Sturla Berhouet)

#### Venezuela
- Arcidiocesi di Maracaibo (13 ottobre 2017, mons. Ubaldo Ramón Santana Sequera)
- Diocesi di Machiques (8 dicembre 2017, mons. Ramiro Díaz Sánchez)

### Oceania

#### Australia
- Arcidiocesi di Hobart, Tasmania (13 maggio 2017, mons. Julian Charles Porteous)

#### Nuova Zelanda
- Arcidiocesi di Wellington (8 dicembre 2016, card. John Atcherley Dew)

#### Samoa
- Arcidiocesi di Samoa-Apia (7 dicembre 2007, mons. Alapati Lui Mataeliga)

### Asia

#### Filippine
- Tutte le 89 diocesi filippine (2013, 4 maggio 2018 - Card. Romulo Valles insieme a tutti i vescovi delle Filippine)

#### India
- Arcidiocesi di Bombay (13 maggio 2017, card. Oswald Gracias)
- Arcidiocesi di Goa e Damão (13 maggio 2017, mons. Filipe Neri António Sebastião do Rosário Ferrão)

Giappone
- Arcidiocesi di Osaka (12 giugno 2019 - Card. Thomas Aquino Manyo Maeda)

Corea del Nord
- Diocesi di Pyongyang (15 agosto 2020 - Card. Andrew Yeom Soo-jung)[21]

### Africa

#### Angola
- Diocesi di Uije (23 aprile 2017, mons. Emílio Sumbelelo)

#### Camerun
- Diocesi di Doumé-Abong' Mbang (13 ottobre 2013, mons. Jan Ozga)[22]